# 雷神翼龍屬
雷神翼龍屬（意為「雷神 Tupã 的手指」）是翼龍目翼手龍亞目古神翼龍科的一屬，化石發現於巴西的桑塔納組（Santana Formation），年代為白堊紀早期。雷神翼龍有巨大、形狀特殊的頭冠，由骨頭與軟組織構成。
正模標本（編號MCT 1622-R）是一個幾乎完整的顱骨，發現於桑塔納組的克拉圖段。這些化石最初被命名為古神翼龍的一個種，皇帝古神翼龍（Tapejara imperator）。在2007年，皇帝古神翼龍被建立為新屬，皇帝雷神翼龍（Tupandactylus imperator）；屬名是以圖皮族的雷神Tupã為名。
雷神翼龍沒有牙齒，具有大型、形狀奇特的頭冠。頭冠由顱骨延伸出的兩根細長骨棒支撐者，大部分由類似角質的軟組織構成。

## 分類
早在2006年，包含Kellner與Campos在內的研究人員，認為古神翼龍的三個種具有不同的特徵，足以成立個別的屬。但建立新屬的過程中出現爭議。Kellner與Campos認為只有皇帝古神翼龍可以建立新屬，因此在2007年建立了雷神翼龍。同年，大衛·安文（David Unwin）與D. M. Martill認為古神翼龍的T. navigans，其實親緣關係更接近雷神翼龍，而非古神翼龍，因此也可以成立新的屬。在一場表揚彼得·沃爾赫費爾（Peter Wellnhofer）的研討會上，安文與Martill宣佈新的屬名Ingridia，以沃爾赫費爾的亡妻Ingrid為名。但當他們正式在期刊上公佈這名稱時，卻把模式種的學名標名為I. imperator，並加了另外一種I. navigans。Kellner與Campos的雷神翼龍研究，比安文與Martill的Ingridia研究早了數個月公佈。由於兩組人員都使用imperator作為模式種，因此Ingridia成為雷神翼龍的次客觀異名。

## 外部連結
- Tupandactylus (as Tapejara imperator) in the Pterosaur Database. Accessed 11-29-2007.